# یک موش خرما دوست دارد چه‌قدر چوب بتراشد
یک موش خرما دوست دارد چه‌قدر چوب بتراشد (انگلیسی: How Much Wood Would a Woodchuck Chuck) فیلمی در ژانر مستند به کارگردانی ورنر هرتسوک است که در سال ۱۹۷۷ منتشر شد. عنوان فیلم از یک زبان-پیچان گرفته شده که بر واج‌آرایی دبلیو (W) و چ (CH) تاکید دارد و شکل کامل آن به این صورت: (به انگلیسی: How much wood would a woodchuck chuck if a woodchuck could chuck wood?) است.